# Chaqāl-e Moşţafá
Chaqāl-e Moşţafá (persiska: چَقالِ مُصطَفَى, چقال مصطفی) är en ort i Iran.   Den ligger i provinsen Västazarbaijan, i den nordvästra delen av landet, 500 km väster om huvudstaden Teheran. Chaqāl-e Moşţafá ligger 1 312 meter över havet och antalet invånare är 379.
Terrängen runt Chaqāl-e Moşţafá är kuperad söderut, men norrut är den platt. Runt Chaqāl-e Moşţafá är det ganska tätbefolkat, med 60 invånare per kvadratkilometer. Närmaste större samhälle är Naqadeh, 16,3 km väster om Chaqāl-e Moşţafá. Trakten runt Chaqāl-e Moşţafá består i huvudsak av gräsmarker.